# Aparato cifrador RF
El aparato cifrador RF fue una rejilla criptográfica que estuvo en uso en el Ejército español durante los años treinta del siglo XX.

## Funcionamiento
Su método de funcionamiento era bien sencillo. Se componía de una plancha metálica con noventa agujeros distribuidos en nueve líneas (numeradas del 0 al 8) y diez columnas (numeradas del 0 al 9). Los numerales se expresaban en ambos extremos. Cada uno de estos agujeros podía ser obturado con una chapita que estaba unida por bisagras o similares.
Para cifrar un mensaje, se tapaban los agujeros correspondientes a las letras que formaban la clave y se transcribía el mensaje en una hoja de papel situada debajo de la plancha metálica. Una vez hecho esto, se procedía a leer el mensaje como en una transposición columnar interrumpida.
Para determinar qué agujeros se debían tapar, se convenían cinco letras al azar, se acompañaba una lista en que cada letra tenía un valor numérico del 1 al 30. Para que no quedaran números sin letra asignada, y teniendo en cuenta las peculiaridades del idioma español, se consideraban letras los dígrafos CH, LL y RR. Esta equivalencia numérica no tenía relación directa con el orden alfabético.
Una vez obtenido el valor numérico de las cinco letras, se les sumaba 30 y 60 a cada uno de ellos de forma que se obtenían un total de quince números comprendidos entre el 1 y el 90 que señalaban las casillas que se tendrían que obturar.
La razón por la preferencia por un sistema de transposición residía en que se consideraba más seguro para los usos militares.